# Раковица (Олт)
Раковица (рум. Racovița) насеље је у Румунији у округу Олт у општини Воињаса. Oпштина се налази на надморској висини од 121 m.

## Становништво
Према подацима из 2002. године у насељу је живело 562 становника, од којих су сви румунске националности.